# Антоненко, Георгий Карпович
Антоненко Георгий Карпович (12 апреля 1879, с. Кислово Царёвского уезда Астраханской губернии — 27 ноября 1958, Москва) — архидиакон Патриархов Московских и всея Руси Сергия и Алексия I.
Родился в крестьянской семье, с 8 лет пел и читал в храме. С 1900 года работал делопроизводителем в Астраханской дирекции народных училищ, с 1916 года – помощником кассира в банке. Всё это время не прекращал петь в церковных хорах.
Рукоположён во диакона 1 февраля 1920 года, служил в кафедральном соборе Астрахани. В 1924 году переехал в Москву, с 1940 года назначен для служения при Московской Патриархии. В годы Великой Отечественной войны (октябрь 1941 — август 1943) был с патриаршим местоблюстителем митрополитом Сергием в эвакуации в Ульяновске. В январе 1942 года награждён камилавкою, в октябре 1943 года возведён в сан архидиакона. Ни одно церковное торжество Москвы в 1940—1950-е годы не совершалось без участия архидиакона Георгия. Он сопровождал патриарха Алексия I в его зарубежных поездках.
Скончался 27 ноября 1958, отпевание совершил патриарх Алексий I. Похоронен перед апсидой Преображенского храма патриаршего подворья в Переделкино.

## Воспоминания о архидиаконе Георгии
…о. архидьякон был человек необыкновенной внутренней чистоты. Он был одиноким, но имел много родни и почти все свои деньги отдавал на воспитание своих дальних родственников-сирот. Он приезжал к службе часа за полтора до начала богослужения (при том, что всегда ездил, как и все, общественным транспортом), где-нибудь за шкафом переодевался полностью из всего того, что носил на улице, — до башмаков — и надевал только алтарное. И затем очень долго — может быть, минут сорок, — стоял у жертвенника и шепотом читал поминания по записной книжечке — одно за другим.
— Митрополит Питирим (Нечаев). Воспоминания